# Melolontha masafumii
Melolontha masafumii är en skalbaggsart som beskrevs av Shuhei Nomura 1952. Melolontha masafumii ingår i släktet Melolontha och familjen Melolonthidae. Inga underarter finns listade i Catalogue of Life.